# Kajak-kenu az 1996. évi nyári olimpiai játékokon
Az 1996. évi nyári olimpiai játékokon a kajak-kenuban tizenhat versenyszámban osztottak érmeket. A síkvízi számokban az 1995-ös síkvízi kajak-kenu világbajnokságon és az 1996 májusi, sevillai kvalifikációs versenyen lehetett kvótát szerezni

## Éremtáblázat
(A rendező ország csapata eltérő háttérszínnel, az egyes számoszlopok legmagasabb értéke, vagy értékei vastagítással kiemelve.)
| Az 1996. évi nyári olimpiai játékok éremtáblázata kajak-kenuban | Az 1996. évi nyári olimpiai játékok éremtáblázata kajak-kenuban | Az 1996. évi nyári olimpiai játékok éremtáblázata kajak-kenuban | Az 1996. évi nyári olimpiai játékok éremtáblázata kajak-kenuban | Az 1996. évi nyári olimpiai játékok éremtáblázata kajak-kenuban | Olimpia  |
| --------------------------------------------------------------- | --------------------------------------------------------------- | --------------------------------------------------------------- | --------------------------------------------------------------- | --------------------------------------------------------------- | -------- |
|                                                                 | Ország                                                          | Arany                                                           | Ezüst                                                           | Bronz                                                           | Összesen |
| 1.                                                              | Németország (GER)                                               | 5                                                               | 2                                                               | 2                                                               | 9        |
| 2                                                               | Csehország (CZE)                                                | 3                                                               | 2                                                               | 0                                                               | 5        |
| 3.                                                              | Olaszország (ITA)                                               | 2                                                               | 2                                                               | 1                                                               | 5        |
| 4.                                                              | Magyarország (HUN)                                              | 2                                                               | 1                                                               | 3                                                               | 6        |
| 5.                                                              | Szlovákia (SVK)                                                 | 1                                                               | 1                                                               | 0                                                               | 2        |
| 5.                                                              | Norvégia (NOR)                                                  | 1                                                               | 1                                                               | 0                                                               | 2        |
| 7.                                                              | Franciaország (FRA)                                             | 1                                                               | 0                                                               | 2                                                               | 3        |
| 8.                                                              | Svédország (SWE)                                                | 1                                                               | 0                                                               | 1                                                               | 2        |
|                                                                 |                                                                 |                                                                 |                                                                 |                                                                 |          |
| 9.                                                              | Románia (ROU)                                                   | 0                                                               | 1                                                               | 1                                                               | 2        |
| 10.                                                             | Egyesült Államok (USA)                                          | 0                                                               | 1                                                               | 0                                                               | 1        |
| 10.                                                             | Kanada (CAN)                                                    | 0                                                               | 1                                                               | 0                                                               | 1        |
| 10.                                                             | Lettország (LAT)                                                | 0                                                               | 1                                                               | 0                                                               | 1        |
| 10.                                                             | Moldova (MDA)                                                   | 0                                                               | 1                                                               | 0                                                               | 1        |
| 10.                                                             | Szlovénia (SLO)                                                 | 0                                                               | 1                                                               | 0                                                               | 1        |
| 10.                                                             | Svájc (SUI)                                                     | 0                                                               | 1                                                               | 0                                                               | 1        |
|                                                                 |                                                                 |                                                                 |                                                                 |                                                                 |          |
| 16.                                                             | Ausztrália (AUS)                                                | 0                                                               | 0                                                               | 3                                                               | 3        |
| 17.                                                             | Bulgária (BUL)                                                  | 0                                                               | 0                                                               | 1                                                               | 1        |
| 17.                                                             | Lengyelország (POL)                                             | 0                                                               | 0                                                               | 1                                                               | 1        |
| 17.                                                             | Oroszország (RUS)                                               | 0                                                               | 0                                                               | 1                                                               | 1        |
|                                                                 |                                                                 |                                                                 |                                                                 |                                                                 |          |
| Összesen                                                        | Összesen                                                        | 16                                                              | 16                                                              | 16                                                              | 48       |

## Érmesek

### Férfiak
| Az 1996. évi nyári olimpiai játékok érmesei férfi kajak-kenuban |                                                                                |                                                                                     |                                                                                               |
| Versenyszám                                                     | Arany                                                                          | Ezüst                                                                               | Bronz                                                                                         |
| Kajak egyes 500 m.                                              | Antonio Rossi · Olaszország (ITA)                                              | Knut Holmann · Norvégia (NOR)                                                       | Piotr Markiewicz · Lengyelország (POL)                                                        |
| Kajak kettes 500 m.                                             | Németország (GER) · Kay Blum · Torsten Gutsche                                 | Olaszország (ITA) · Beniamino Bonomi · Daniele Scarpa                               | Ausztrália (AUS) · Daniel Collins · Andrew Trim                                               |
| Kajak egyes 1000 m.                                             | Knut Holmann · Norvégia (NOR)                                                  | Beniamino Bonomi · Olaszország (ITA)                                                | Clint Robinson · Ausztrália (AUS)                                                             |
| Kajak kettes 1000 m.                                            | Olaszország (ITA) · Antonio Rossi · Daniele Scarpa                             | Németország (GER) · Kay Blum · Torsten Gutsche                                      | Bulgária (BUL) · Andrian Dusev · Milko Kazanov                                                |
| Kajak négyes 1000 m.                                            | Németország (GER) · Thomas Reineck · Olof Winter · Detlef Hofmann · Mark Zabel | Magyarország (HUN) · Adrovicz Attila · Csipes Ferenc · Horváth Gábor · Rajna András | Oroszország (RUS) · Oleg Goborij · Szergej Verlin · Georgij Cibulnyikov · Anatolij Tyiscsenko |
| Kenu egyes 500 m.                                               | Martin Doktor · Csehország (CZE)                                               | Slavomír Kňazovický · Szlovákia (SVK)                                               | Pulai Imre · Magyarország (HUN)                                                               |
| Kenu kettes 500 m.                                              | Magyarország (HUN) · Horváth Csaba · Kolonics György                           | Moldova (MDA) · Nicolae Juravschi · Victor Reneischi                                | Románia (ROU) · Gheorghe Andriev · Grigore Obreja                                             |
| C-1 1000 m                                                      | Martin Doktor · Csehország (CZE)                                               | Ivans Klementjevs · Lettország (LAT)                                                | Zala György · Magyarország (HUN)                                                              |
| Kenu kettes 1000 m.                                             | Németország (GER) · Andreas Dittmer · Gunnar Kirchbach                         | Románia (ROU) · Antonel Borsan · Marcel Glăvan                                      | Magyarország (HUN) · Horváth Csaba · Kolonics György                                          |

### Nők
| Az 1996. évi nyári olimpiai játékok érmesei női kajak-kenuban |                                                                                     |                                                                                     |                                                                                          |
| Versenyszám                                                   | Arany                                                                               | Ezüst                                                                               | Bronz                                                                                    |
| Kajak egyes 500 m.                                            | Kőbán Rita · Magyarország (HUN)                                                     | Caroline Brunet · Kanada (CAN)                                                      | Josefa Idem · Olaszország (ITA)                                                          |
| Kajak kettes 500 m.                                           | Svédország (SWE) · Agneta Andersson · Susanne Gunnarsson                            | Németország (GER) · Birgit Fischer · Ramona Portwich                                | Ausztrália (AUS) · Karin Borchert · Anna Wood                                            |
| Kajak négyes 500 m.                                           | Németország (GER) · Birgit Fischer · Manuela Mucke · Ramona Portwich · Anett Schuck | Svájc (SUI) · Gabi Müller · Ingrid Haralamow · Sabine Eichenberger · Daniela Baumer | Svédország (SWE) · Susanne Rosenqvist · Anna Olsson · Ingela Ericsson · Agneta Andersson |

### Vadvízi (szlalom) számok
| Az 1996. évi nyári olimpiai játékok érmesei szlalom kajak-kenuban |                                                       |                                                |                                                     |
| Versenyszám                                                       | Arany                                                 | Ezüst                                          | Bronz                                               |
| Férfi kajak egyes                                                 | Oliver Fix · Németország (GER)                        | Andraž Vehovar · Szlovénia (SLO)               | Thomas Becker · Németország (GER)                   |
| Férfi kenu egyes                                                  | Michal Martikán · Szlovákia (SVK)                     | Lukáš Pollert · Csehország (CZE)               | Patrice Estanguet · Franciaország (FRA)             |
| Férfi kenu kettes                                                 | Franciaország (FRA) · Frank Adisson · Wilfrid Forgues | Csehország (CZE) · Miroslav Simek · Jiří Rohan | Németország (GER) · André Ehrenberg · Michael Senft |
| Női kajak egyes                                                   | Štěpánka Hilgertová · Csehország (CZE)                | Dana Chladek · Egyesült Államok (USA)          | Myriam Fox-Jerusalmi · Franciaország (FRA)          |

## Magyar részvétel
Tizennégy férfi és négy női versenyzőnk indult a versenyeken.
Két arany, egy ezüst, három bronz, egy negyedik és egy hatodik hely, összesen harmincöt pont.

### Pontszerzők
- Női kajak kettes 500 m. 4. hely Kőbán Rita , Mednyánszky Szilvia 1:40.89
- Férfi kajak kettes 500 m. 6. hely Bártfai Krisztián , Gyulay Zsolt 1:30.00

### Nem pontszerzők
- Férfi kajak kettes 1000 m. 9. hely Almási Péter , Hegedűs Róbert 3:14.28
- Női kajak négyes 500 m. Czigány Kinga , Dónusz Éva , Mednyánszky Szilvia , Mészáros Erika 1:34.69
- Antal Zoltán kajak egyes 500 m. helyezetlen
- Kammerer Zoltán kajak egyes 1000 m. helyezetlen